# Anunciação de Cestello
A Anunciação de Cestello, é uma pintura em têmpera sobre painel feita em 1489 por Sandro Botticelli. Foi pintada para o mecenas Benedetto di Ser Giovanni Guardi para adornar a igreja do mosteiro florentino de Cestello, que agora é conhecido como Santa Maria Maddalena de'Pazzi.
Além desta, Botticelli realizou outras seis pinturas com o tema da Anunciação de Maria.
O tema da pintura, como indica o título é Anunciação, na qual o Arcanjo Gabriel visita a Virgem Maria para "anunciar" (daí a "Anunciação") que ela foi escolhida por Deus para dar à luz ao menino Cristo, caso ela aceite esse convite. Seu "fiat" (que me faça) é a Anunciação. Se ela tivesse dito não, não haveria Redenção para a humanidade. Abaixo da pintura em sua moldura original estão palavras em latim do Evangelho de São Lucas 1:35: O Espírito Santo virá sobre ti e o poder do Altíssimo vai te cobrir com a sua sombra.